# Vega Sicilia

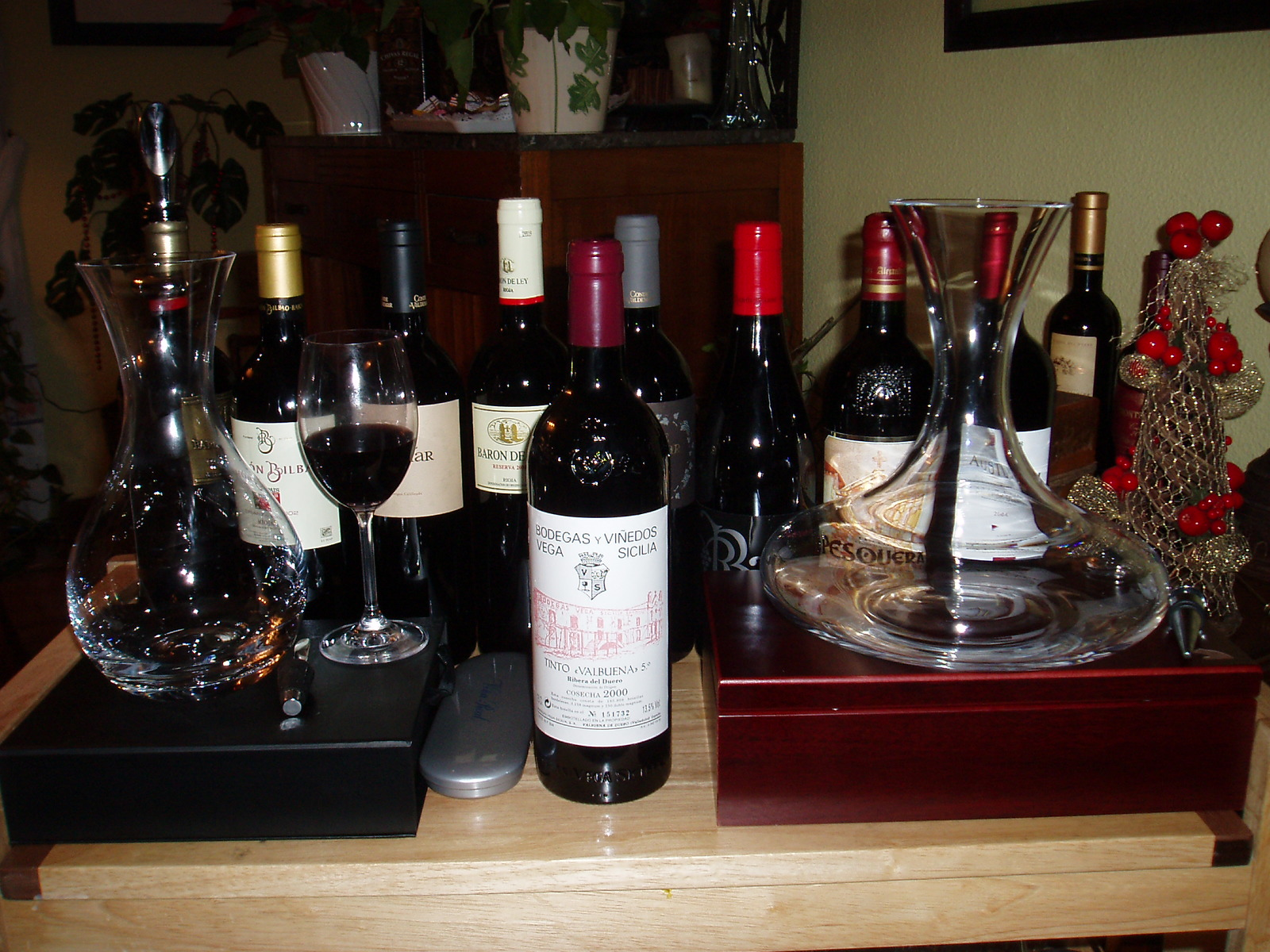
Una botella de vino "Vega Sicilia"(en el centro) junto con otros vinos españoles.

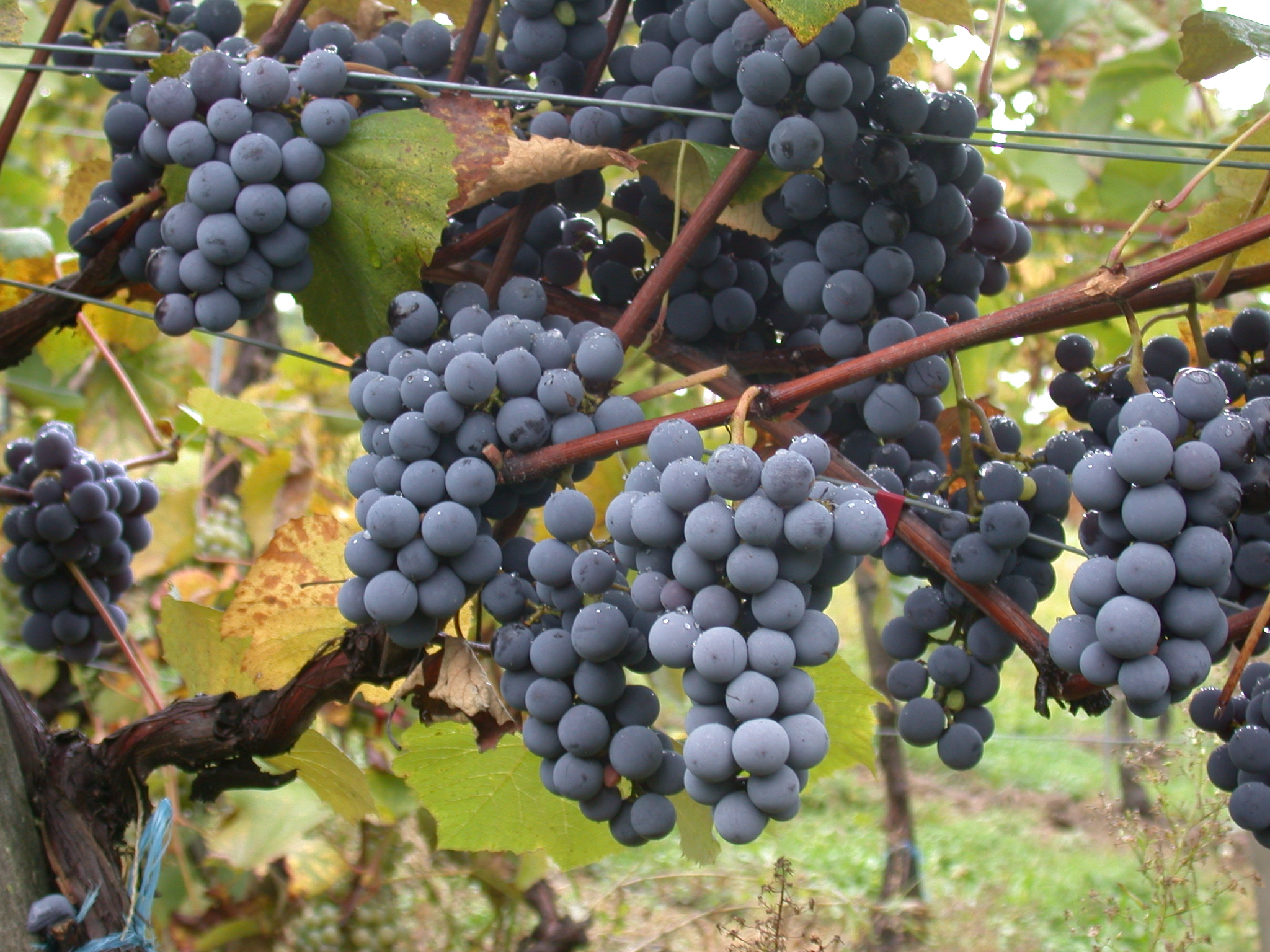
Aunque Vega Sicilia es conocida por su siembra pionera de las variedad de uva de Burdeos, la mayoría de su producción es todavía con la variedad de uva Tempranillo (en la foto).

Vega Sicilia es el nombre de uno de los vinos españoles más reconocidos a nivel internacional. Está localizado en la Denominación de Origen Ribera del Duero, en la provincia de Valladolid y en la Denominación de Origen Calificada Rioja, en la provincia de Álava.

## Historia
La bodega fue fundada en 1864, en Valbuena de Duero (Valladolid), por Eloy Lecanda y Chaves, quien plantó sus 18.000 sarmientos de uvas de cabernet sauvignon, merlot, malbec y pinot noir provenientes de Burdeos (Francia) para producir brandy. Las variedades cabernet sauvignon y merlot eran usadas para los modernos vinos de la época.
La etapa actual se inicia en 1982, cuando David Álvarez Díez adquiere la bodega y los viñedos al empresario
venezolano Miguel Neumann. Desde ese año la familia Álvarez ha desarrollado una política de armonización de las corrientes innovadoras que exige el sector vinícola con el modo de hacer tradicional. Se ha ampliado la superficie de viñedos a 250 hectáreas, de las que el 80% son tempranillo o tinto fino, y el resto una combinación de cabernet sauvignon, merlot y malbec. En este sentido, la bodega ha establecido unos límites en el rendimiento de sus cepas, que no superan los 22 hectolitros por hectárea; la uva no es recogida si tiene menos de 13 grados; el número de vides por hectárea es de unas 2200; no se utiliza el regadío y se lleva un cuidadoso sistema de poda en verde para eliminar racimos con el fin de que cada cepa tenga una producción inferior a los dos kilos, concentrando en esta producción tan baja todos los elementos minerales y nutritivos que aporta el suelo.
A los tres meses de su fallecimiento, en noviembre de 2015, la familia Álvarez trasladó la propiedad de Vega Sicilia (El Enebro) al Reino Unido .

## Uva
El vino de Vega Sicilia se hace principalmente con una uva local llamada Tempranillo.

## Tipos de vino
Vega Sicilia produce tres diferentes vinos.
- Único – Este vino es el vino principal de Vega Sicilia y se hace con las uvas de más calidad. La variedad predominante es la Tempranillo (80% aproximadamente, pero dependiendo de cada vendimia) y Cabernet Sauvignon (20%). Está cinco años en barricas de diferentes tamaños y edades.[6]

- Valbuena 5° - El vino es más ligero que el Único y es una mezcla entre Tempranillo al 95 % y de Merlot al 5%.[cita requerida]

- Único Reserva Especial - Es un vino que sale sin añada, pues está elaborado a partir de partidas de vino con carácter diferenciado del resto de la añada, Resultando así un vino totalmente diferente cada año. Lo que ha salido a la venta en este año 2010, por ejemplo, está compuesto por 53 barricas de los años 1990, 1994 y 1996.[cita requerida]

Vega Sicilia también producía Valbuena 3°, aunque fue retirado del mercado en 1998.[cita requerida]
En 2009 Sotheby's vendió en Nueva York un lote de 23 botellas de vino Vega Sicilia por 102.850 dólares, en una jornada en la que Sotheby's recaudó más de un millón de dólares en venta de caldos de esa denominación española.
El grupo Vega Sicilia elabora otros vinos en otras zonas bajo otras marcas:
- Oremus - Vinos de la D.O. Tokaj-Hegyalja, en Hungría.
- Pintia - Vinos de la D.O. Toro.
- Alión - Vinos de la D.O. Ribera del Duero.
- Macan - Vinos de la D.O. Rioja